# Locale (informatica)
In informatica, un locale è un insieme di parametri che definisce la lingua e la regione dell'utente e qualsiasi variante speciale che l'utente desidera visualizzare nella sua interfaccia utente. Di solito un identificatore di locale è composto almeno da un codice di lingua e da un codice di paese/regione. La localizzazione è un aspetto importante dell'internazionalizzazione e della localizzazione. 

## Impostazioni generali del locale
Queste impostazioni includono solitamente le seguenti impostazioni del formato di visualizzazione (Output):
- Impostazione del formato dei numeri
- Impostazioni per la classificazione dei caratteri e la conversione delle maiuscole e minuscole
- Impostazione del formato della data e dell'ora
- Impostazione della collazione delle stringhe
- Impostazione del formato della valuta
- Impostazione del formato carta
- Impostazione del colore

Le impostazioni locali riguardano la formattazione dell'output in base a un locale. Pertanto, le informazioni sul fuso orario e l'ora legale di solito non fanno parte delle impostazioni locali. Meno consueta è l'impostazione del formato di input, che viene per lo più definita in base alle singole applicazioni. 

## Supporto per linguaggi di programmazione e markup
in altri ambienti (oggi) basati su Unicode, sono definiti in un formato simile a quello del BCP 47. Di solito sono definiti con i soli codici ISO 639 (lingua) e ISO 3166-1 alpha-2 (paese di 2 lettere). 

## Piattaforme POSIX
Sulle piattaforme POSIX come Unix, Linux e altre, gli identificatori di locale sono definiti dalla norma ISO/IEC 15897, che è simile alla definizione BCP 47 dei tag di lingua, ma il modificatore della variante locale è definito in modo diverso e il codifica di caratteri è incluso come parte dell'identificatore. È definito in questo formato: [language[_territory][.codeset][@modifier]].
Nell'esempio successivo viene emesso un comando locale per la lingua ceca (cs), Repubblica Ceca (CZ) con codifica UTF-8 esplicita: 
```
$ 
locale

LANG=cs_CZ.UTF-8
LC_CTYPE="cs_CZ.UTF-8"
LC_NUMERIC="cs_CZ.UTF-8"
LC_TIME="cs_CZ.UTF-8"
LC_COLLATE="cs_CZ.UTF-8"
LC_MONETARY="cs_CZ.UTF-8"
LC_MESSAGES="cs_CZ.UTF-8"
LC_PAPER="cs_CZ.UTF-8"
LC_NAME="cs_CZ.UTF-8"
LC_ADDRESS="cs_CZ.UTF-8"
LC_TELEPHONE="cs_CZ.UTF-8"
LC_MEASUREMENT="cs_CZ.UTF-8"
LC_IDENTIFICATION="cs_CZ.UTF-8"
LC_ALL=
```

## Specifiche per le piattaforme Microsoft
Windows utilizza stringhe di lingua e territorio specifiche. L'identificatore locale per il codice non gestito su Microsoft Windows è un numero come 1033 per l'inglese (Stati Uniti) o 1041 per il giapponese (Giappone). Questi numeri sono costituiti da un codice lingua (10 bit inferiori) e da un codice cultura (bit superiori) e sono quindi spesso scritti in notazione esadecimale, come 0x0409 o 0x0411. Microsoft sta iniziando a introdurre Application programming interface (API) di codice gestito per .NET che utilizzano questo formato. Una delle prime a essere rilasciata in generale è una funzione per mitigare i problemi con i nomi di dominio internazionalizzati, ma altre sono presenti in Windows Vista Beta 1.
A partire da Windows Vista, sono state introdotte nuove funzioni che utilizzano i nomi locali BCP 47 per sostituire quasi tutte le API basate su identificatore locale.